# Espinzella
Espinzella és una masia romànica de Viladrau (Osona) declarada Bé Cultural d'Interès Nacional.

## Descripció
Ara és masia i casal residencial. El casal d'Espinzella és un conjunt de construccions aixecades en tres èpoques ben diferenciades, si bé totes elles estan inscrites dins de les muralles perimetrals.

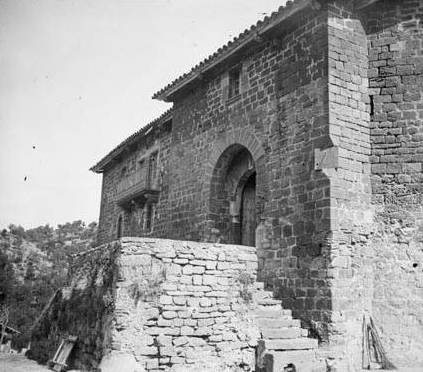
Detall de la façana del Mas d'Espinzella (Entre 1915 i 1930)

La primera fase (romànica) correspon a la capella dedicada a Sant Miquel i a les muralles. El fragment més rellevant correspon a la zona sud, amb un talús i la porta principal fortificada que donava pas al pati interior del recinte. Aquests murs s'estenen cap a l'est coincidint amb l'absis de la capella. L'absis de l'església mostra senyals que anteriorment hauria estat una torre de defensa. La segona fase (gòtica) correspondria al casal de planta rectangular. D'aquest mateix període seria un dels trams de muralla exterior, que quedaria situada ja en un lloc molt encimbellat. La tercera època pertanyen les construccions rurals del cantó sud-occidental i el lloc on s'edificà la residència al segle xix.

## Història
Casa forta. Documentada com a vila rural el 966 i com a fortalesa el 1180.